# I’m Going Slightly Mad
I’m Going Slightly Mad – piosenka brytyjskiego zespołu Queen wydana na singlu w 1991 roku, który promował album Innuendo (1991).
Okładka singla przedstawia ilustrację, której autorem jest Grandville (podobnie jak w przypadku pozostałych singli z albumu Innuendo, z wyjątkiem „Headlong”).

## Teledysk
W teledysku wystąpiło m.in. stado oswojonych pingwinów. Cały projekt kosztował około 200 000 funtów. Podobnie jak wszystkie teledyski z Innuendo powstawał przy współpracy z Rudim Dolezalem i Hannesem Rossacherem z wytwórni DoRo Productions. W teledysku znalazły się ujęcia gitarzysty Briana Maya przebranego za pingwina, perkusisty Rogera Taylora z parującym czajnikiem na głowie, człowieka w przebraniu goryla, basisty Johna Deacona jako błazna i Freddiego Mercurego w czarnej peruce oraz z kiścią bananów na głowie.

## Listy przebojów
| Kraj   | Lista                          | Pozycja | Źr.   |
| ------ | ------------------------------ | ------- | ----- |
| BE-VLG | Ultratop 50 Singles (Flandria) | 39      | [ 2 ] |
| NL     | Single Top 100                 | 20      | [ 3 ] |
| DE     | Single Top 100                 | 42      | [ 4 ] |
| IE     | Top 100 Singles                | 19      | [ 5 ] |
| GB     | UK Singles Chart               | 22      | [ 6 ] |